# Sint-Willibrorduskerk (Esch)
De Sint-Willibrorduskerk in Esch is een traditionalistische bakstenen parochiekerk uit 1927 die ontworpen is door Hubert van Groenendael. De kerk bezit een gotische toren uit de 2e helft van de 15e eeuw.

## Geschiedenis
Oorspronkelijk stond hier een in de 2e helft van de 15e eeuw gebouwde kerk die in 1633 door de Staatse regering aan de katholieke eredienst werd onttrokken. Het werd een protestantse kerk die echter geen vaste predikant had, maar waarheen de Boxtelse dominee zich begaf om voor enkele protestanten te preken. In 1798 kregen de katholieken de kerk terug, maar ze was erg verwaarloosd. In 1801 kon ze weer in gebruik worden genomen, doch pas in 1809 was het interieur weer volledig in orde.
In 1856 werd de kerk vervangen door een neoclassicistische kerk die was ontworpen door Hendrik Jacobus van Tulder. De gotische kerk werd gesloopt, doch de toren bleef behouden. Wegens vermeende bouwvalligheid werd ook deze kerk in 1927 vervangen door de huidige.

## Gebouw
De gotische toren (rijksmonument 15375) bestaat uit drie geledingen waarvan de tweede geleding spaarnissen bevat en de derde heeft galmgaten en wordt afgesloten met een boogfries. De toren wordt bekroond door een ingesnoerde, met leien bedekte spits.
De kerk heeft topgevels tegen de zijbeuken en de dwarsbeuk wordt bekroond met een vieringtorentje.
Het orgel stamt uit 1790 en wordt toegeschreven aan Nicolaas van Hirtum. Het is afkomstig uit de Hervormde kerk te Vught. Het werd in 1962 geplaatst. Ook in de kerk bevindt zich een priestergrafsteen uit 1503 en een riddergrafsteen uit 1553, hergebruikt in 1731. Een klok uit 1716 draagt het opschrift: Me fecit Mamees Fremy anno 1716. S. Willibrordus vocar; sicut et patres vece et vos Ego, S. Stephanus, caritatis preaco.
Op de begraafplaats bevindt zich een kleine calvarieberg en een lijkenhuisje.